# Ембраер ЕРЏ 145 породица
Ембраер ЕРЏ 145 (енгл. Embraer ERJ 145 family) је породица регионалних млазних путничких авионавиона бразилског произвођача Ембраер.